# Verbesina alternifolia
Verbesina alternifolia là một loài thực vật có hoa trong họ Cúc. Loài này được (L.) Britton ex Kearney miêu tả khoa học đầu tiên năm 1893.